# Pixie and Dixie and Mr. Jinks
Plic e Ploc e Chuvisco (em Portugal: Pixie e Dixie - em inglês:  Pixie and Dixie and Mr. Jinks) é um desenho animado produzido pela Hanna-Barbera, apresentado como um segmento da série de Dom Pixote, originariamente exibida entre 1958 e 1961.

## Sinopse
Dos mesmos criadores de "Tom and Jerry", a série mostra uma dupla de ratos chamada Pixie and Dixie, dois ratos otimistas que adoram diversão e de vez em quando gozar com Mr.Jinks, o gato da casa.

## Dubladores (Estados Unidos e Brasil)
| Personagem           | Nos EUA     | No Brasil Estúdio: AIC, São Paulo |
| -------------------- | ----------- | --------------------------------- |
| Plic (Dixie)         | Daws Butler | Older Cazarré                     |
| Ploc (Pixie)         | Don Messick | Gastão Renné                      |
| Chuvisco (Mr. Jinks) | Daws Butler | Magno Marino (1ª voz)             |
| Chuvisco (Mr. Jinks) | Daws Butler | Arakén Saldanha (2ª voz)          |

No Brasil, alguns episódios foram redublados pela Double Sound, no Rio de Janeiro.
A série foi exibida no Brasil pela TV Bandeirantes no final dos anos 60, pela Rede Globo nos anos 70 e 80 e pelo Boomerang nos anos 2000. Até 2022, o desenho era exibido pelo Tooncast.

## Portugal
- Em Portugal, a série é exibida em inglês (nos canais estrangeiros) e com legendas em português (nos canais portugueses). O país não tem direitos para dobrar a série.
- Em Portugal, a série foi exibida no Boomerang Europa em inglês (sem legendas). A única emissora em que a série foi exibida com legendas em português foi na RTP. A RTP1 passou a série no inicio dos anos 90 com legendas em português. Mais tarde foi reposta na RTP Memória em 2008, 2009 e início de 2010 (em 2010, em raras madrugadas). A série foi exibida nos canais portugueses apenas como o nome dos dois ratos "Pixie e Dixie".

## Curiosidades
- Estrelados pelos ratos Plic e Ploc e pelo gato Chuvisco, os curtas, de certo modo, remetem à criação anterior mais conhecida da dupla Hanna-Barbera, Tom e Jerry, que também destaca a rivalidade entre um gato e um rato (às vezes dois) em um ambiente doméstico. No entanto, sem o alto orçamento que Tom e Jerry teve para uma animação completa, o trio se concentrou em divertidos diálogos para dar humor aos desenhos. O desenho também é menos violento e, ao contrário de Tom, Chuvisco não é inteligente o suficiente para representar uma real ameaça aos roedores e por isso é visto raramente sendo amigo de Plic e Ploc. Outra diferença é que são mais frequentes as vezes em que Chuvisco se sai vencedor ou compartilha um bom final com os ratos, enquanto Tom raramente leva a melhor sobre o Jerry.
- Tal como Dom Pixote, Chuvisco tem o costume de falar diretamente com o telespectador, discutindo seus planos para apanhar Plic e Ploc.
- O desenho é criticado por algumas pessoas pela fraca animação de movimento dos personagens.
- A RTP Memória teve na época outros desenhos animados estrangeiros em aposta, como "Bugs Bunny", "Pepe Legal e Babalu", "Wally Gator" e "Mister Magoo", no entanto, nunca ouve uma aposta do canal ao "Tom and Jerry". "Pixie e Dixie" (juntamente com "Wally Gator") foi substituído pelas curtas dos "Looney Tunes" e foi um dos últimos desenhos animados vindos do estrangeiro a ser transmitido no canal.